# Чемпионат Европы по настольному теннису 2018
Чемпионат Европы по настольному теннису 2018 года (официальное название «Liebherr 2018 European Championships») проходил с 18 по 23 сентября 2018 года в городе Аликанте (Испания). В рамках чемпионата были разыграны 5 комплектов медалей в одиночных разрядах среди мужчин и женщин, в парных разрядах среди мужчин и женщин, и в смешанном разряде.

## Система проведения чемпионата

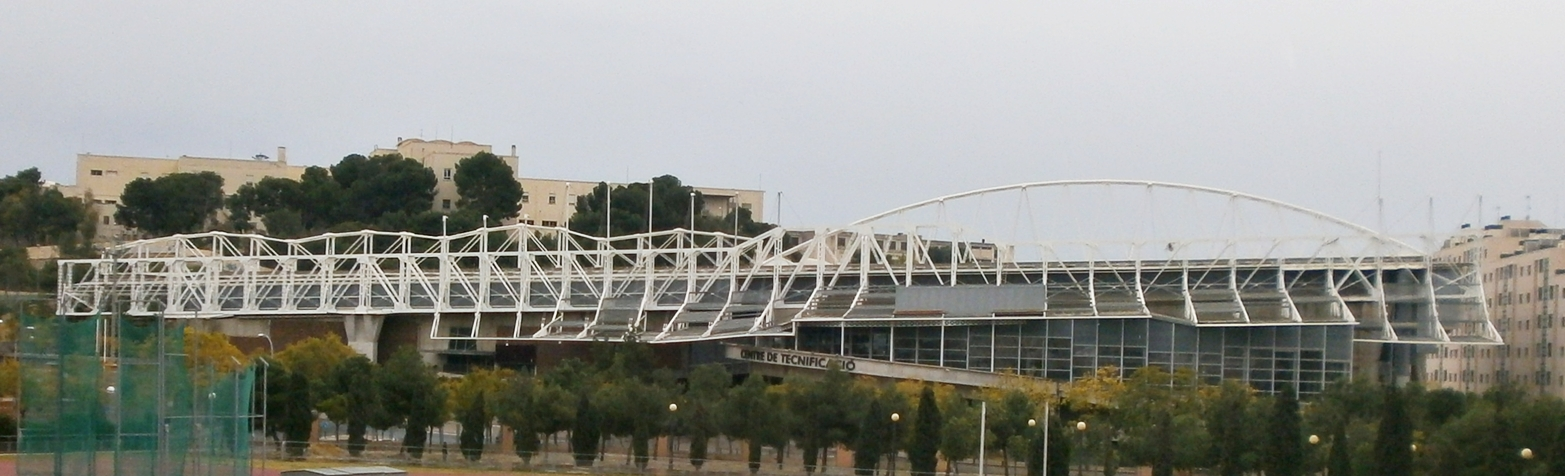
Место проведения чемпионата, Павильон Педро Феррандис (Centro de Tecnificacion Deportiva)

Чемпионат проводился в пяти дисциплинах:
- Мужской одиночный разряд (чемпион 2016 года Эманнюэль Лебессон[англ.]);
- Женский одиночный разряд (чемпионка 2016 года Мелек Ху);
- Мужской парный разряд (чемпионы 2016 года Патрик Франциска[нем.] и Йонатан Грот[англ.]);
- Женский парный разряд (чемпионки 2016 года Кристин Зильберайзен[англ.] и Сабина Винтер[нем.]);
- Смешанный парный разряд (чемпионы 2016 года Жуан Монтейру[англ.] и Даниэла Додян-Монтейру[англ.]).

В одиночный разрядах игры начинались с 1/32, где были посеяны первые 32 игрока согласно рейтингу, а остальные 32 игрока были определены играми сначала в квалификационных группах, а затем в квалификационных раундах на выбывание. В парных разрядах игры начинались с 1/16, где были посеяны первые 16 пар согласно рейтингу, а остальные 16 пар были определены играми в квалификационных раундах. В одиночных разрядах результат встречи определялся в 7 партиях, в парных — в основной сетке в 7 партиях, а в квалификационных раундах в 5 партиях, в смешанном разряде результат всех встреч определялись в 5 партиях.
На чемпионате были использованы теннисные столы и сетки фирмы Butterfly, мячи «Nittaku Premium 40+***» (белые).

## Расписание
Квалификация
 Основной раунд
| Разряд                   | 18 сентября       | 18 сентября       | 19 сентября       | 19 сентября       | 20 сентября | 20 сентября   | 21 сентября | 21 сентября | 22 сентября   | 22 сентября   | 23 сентября | 23 сентября |
| ------------------------ | ----------------- | ----------------- | ----------------- | ----------------- | ----------- | ------------- | ----------- | ----------- | ------------- | ------------- | ----------- | ----------- |
| Мужчины одиночный разряд | Квал. (группы)    | Квал. (группы)    | Квал. (группы)    | Квал. (выбывание) | 1/32        | 1/32          | 1/16        | 1/16        | 1/8           | Четвертьфинал | Полуфинал   | Финал       |
| Женщины одиночный разряд | Квал. (группы)    | Квал. (группы)    | Квал. (группы)    | Квал. (выбывание) | 1/32        | 1/32          | 1/16        | 1/16        | 1/8           | Четвертьфинал | Полуфинал   | Финал       |
| Мужские пары             |                   |                   | Квал. (выбывание) | Квал. (выбывание) | 1/16        | 1/16          | 1/8         | 1/8         | Четвертьфинал | Полуфинал     | Финал       | Финал       |
| Женские пары             |                   |                   | Квал. (выбывание) | Квал. (выбывание) | 1/16        | 1/16          | 1/8         | 1/8         | Четвертьфинал | Полуфинал     | Финал       | Финал       |
| Смешанный разряд         | Квал. (выбывание) | Квал. (выбывание) | Квал. (выбывание) | 1/16              | 1/8         | Четвертьфинал | Полуфинал   | Финал       |               |               |             |             |

## Результаты чемпионата

### Медалисты
| Разряд                   | Золото                        | Серебро                         | Бронза                                  |
| ------------------------ | ----------------------------- | ------------------------------- | --------------------------------------- |
| Мужской одиночный разряд | Тимо Болль                    | Ovidiu Ionescu                  | Patrick Franziska                       |
| Мужской одиночный разряд | Тимо Болль                    | Ovidiu Ionescu                  | Кристиан Карлссон                       |
| Женский одиночный разряд | Ли Цянь                       | Маргарита Песоцкая              | Sofia Polcanova                         |
| Женский одиночный разряд | Ли Цянь                       | Маргарита Песоцкая              | Katarzyna Grzybowska                    |
| Мужской парный разряд    | Daniel Habesohn Robert Gardos | Маттиас Фальк Кристиан Карлссон | Patrick Franziska Jonathan Groth        |
| Мужской парный разряд    | Daniel Habesohn Robert Gardos | Маттиас Фальк Кристиан Карлссон | Рувен Филус Ricardo Walther             |
| Женский парный разряд    | Nina Mittelham Kristin Lang   | Sofia Polcanova Яна Носкова     | Matilda Ekholm Georgina Póta            |
| Женский парный разряд    | Nina Mittelham Kristin Lang   | Sofia Polcanova Яна Носкова     | Ни Сялянь Sarah de Nutte                |
| Микст                    | Рувен Филус Хань Ин           | Штефан Фегерль Sofia Polcanova  | Patrick Franziska Petrissa Solja        |
| Микст                    | Рувен Филус Хань Ин           | Штефан Фегерль Sofia Polcanova  | Александар Каракашевич Рута Пашкаускене |

### Медальная таблица
| Место | Страна     | Золото | Серебро | Бронза | Всего |
| ----- | ---------- | ------ | ------- | ------ | ----- |
| 1     | Германия   | 3      | 0       | 3.5    | 6.5   |
| 2     | Австрия    | 1      | 1.5     | 1      | 3.5   |
| 3     | Польша     | 1      | 0       | 1      | 2     |
| 4     | Швеция     | 0      | 1       | 1.5    | 2.5   |
| 5-6   | Румыния    | 0      | 1       | 0      | 1     |
| 5-6   | Украина    | 0      | 1       | 0      | 1     |
| 7     | Россия     | 0      | 0.5     | 0      | 0.5   |
| 8     | Люксембург | 0      | 0       | 1      | 1     |
| 9-12  | Венгрия    | 0      | 0       | 0.5    | 0.5   |
| 9-12  | Дания      | 0      | 0       | 0.5    | 0.5   |
| 9-12  | Литва      | 0      | 0       | 0.5    | 0.5   |
| 9-12  | Сербия     | 0      | 0       | 0.5    | 0.5   |
|       | Всего      | 5      | 5       | 10     | 20    |

### Результаты российских спортсменов
На чемпионате Европы в мужском турнире у России была квота в четыре человека, в женском пять человек.
Единственная медаль российских спортсменов на счету Яны Носковой — серебро в парном разряде.

#### Мужчины одиночный разряд
Состав команды:
| Участник           | Посев | Раунд        |
| ------------------ | ----- | ------------ |
| Вильдан Гадиев     |       | 1/32         |
| Владимир Сидоренко |       | Квал. группы |
| Кирилл Скачков     | 23    | 1/32         |
| Александр Шибаев   |       | 1/16         |

#### Женщины одиночный разряд
Состав команды:
| Участница        | Посев | Раунд       |
| ---------------- | ----- | ----------- |
| Анастасия Колиш  |       | 1/32        |
| Полина Михайлова | 13    | 1/8         |
| Яна Носкова      | 26    | 1/16        |
| Мария Тайлакова  |       | Квал. раунд |
| Валерия Щербатых |       | 1/32        |